# Nilomètre de l'île de Rodah
L'actuel nilomètre de l'île de Rodah, construit sur l'emplacement d'un précédent ouvrage (nilomètre) du même type déjà cité par Strabon, date essentiellement du IXe siècle.

## Présentation
Édifié en 861, il s'agit du plus ancien monument islamique de la ville du Caire.
Le puits qui dépasse dix mètres de profondeur est revêtu de belles pierres en calcaire parfaitement taillées et ajustées. Sa partie supérieure est de section carrée, sa base est circulaire. Au centre, posée sur un socle et une meule antique, une colonne en marbre se dresse sur toute la hauteur du puits et, pour qu'elle reste parfaitement verticale, une poutre scellée à ses extrémités repose à l'horizontale sur son chapiteau.
Un escalier longe les parois du puits, permettant d'atteindre à la saison de l'étiage les trois niveaux de tunnels par lesquels arrive l'eau du Nil. Des arcades reposant sur des colonnettes ponctuent la descente. Les marches de l'escalier sont bordées d'un double listel sculpté en relief.
Sur la colonne centrale, des graduations permettent de mesurer la hauteur atteinte par la crue.
Le site a été proposé en 2003 pour une inscription au patrimoine mondial et figure sur la « liste indicative » de l’UNESCO dans la catégorie patrimoine culturel.